# Paolo Borsellino
Paolo Borsellino (født 19. januar 1940 i Palermo, død 19. juli 1992 smst.) var en italiensk dommer, der i 1990'erne fik en hovedrolle i kampen mod den sicilianske Cosa nostra, hvilket endte med at koste ham livet i et attentat.

## Biografi
Borsellino studerede jura ved Università degli Studi di Palermo og begyndte efter studierne at arbejde for anklagemyndigheden. Sammen med dommeren Giovanni Falcone fremstod Borselino som et symbol på kampen mod den organiserede kriminalitet på øen.
Da Falcone var blevet dræbt i et attentat i maj 1992, tog man ingen chancer med Borselinos sikkerhed. Han havde derfor hele seks livvagter med sig, da han efter en frokost med nogle venner stoppede ved sin mors hus i Palermo. Her eksploderede en Fiat 126, der holdt parkeret ved huset og dræbte Borselino, hans første kvindelige livvagt og yderligere fire livvagter.
Efterforskere mener, at mordet blev bestilt af Salvatore Riina, der senere fik fængsel for livstid for andre forbrydelser. I juli 2023 idømte en italiensk appeldomstol Matteo Messina Denaro fængsel på livstid for sin medvirken i mordet på såvel Paolo Borsellino som Giovanni Falcone. Han døde i september samme år.
Lufthavnen i Palermo blev efter attentatet omdøbt til Aeroporto Falcone e Borsellino og et mindesmærke udført af kunstneren Tommaso Geraci er rejst der.